# Воробйов Олексій Сисойович
Олексі́й Сисо́йович Воробйо́в (1880 , Луганськ, Слов'яносербський повіт, Катеринославська губернія, Російська імперія  — невідомо ) — український радянський діяч. Депутат Верховної Ради УРСР 1-го скликання (1938–1947).

## Біографія
Народився 1880 року в родині робітника-молотобійця в селищі Луганський завод, нині місто Луганськ, Луганська область, Україна. З восьмирічного віку був піддувальником горна кузні Добрянського. Не закінчивши школу, з юних років почав працювати на заводі Гартмана у ливарному цеху. Після одного зі страйків на заводі у 1903 році був звільнений, переїхав до Армавіра, де також працював на ливарному виробництві на заводі «Асосиков». Потім працював у Алчевську, Алмазній та Луганську.
У травні 1908 року заарештований за розповсюдження більшовицької літератури і збору коштів для проведення агітації. Незабаром був звільнений із в'язниці і переїхав до Маріуполя. Потім працював у станиці Гундорівці, в місті Таганрозі та знову на Луганському заводі Гартмана.
Член РСДРП(б) з листопада 1917 року.
Брав участь у встановленні радянської влади на Донбасі, воював у червоногвардійських загонах Юхима Щаденка. У 1918 році був заарештований донськими козаками у Гундорівці, перебував у в'язниці міста Кам'янська. Звільнений із ув'язнення Червоною армією. Був членом бойової дружини Луганського заводу Гартмана. З 1920 року служив у Донській дивізії РСЧА, воював проти антирадянських партизанських загонів.
У 1920 році працював ливарником у Гундорівці, з 1921 року — в Ізвариному.
З 1929 року переїхав до Краснодона (нині — місто Сорокине Луганської області), де працював у ливарній механічній майстерні бригадиром, а з 1937 року — майстром-ливарником Краснодонського електромеханічного цеху.
26 червня 1938 року був обраний депутатом Верховної Ради УРСР першого скликання по Краснодонській виборчій окрузі № 301 Ворошиловградської області.
У 1941–1944 роках — в евакуації в Алма-Аті, Казахська РСР, з 1944 року — на довоєнному місці роботи.